# زمان تیمور شرقی
زمان تیمور شرقی منطقه زمانی کشور تیمور شرقی است که با یوتی‌سی ۹:۰۰+ هماهنگ است. این منطقه زمانی در غرب کشور با منطقه یوتی‌سی ۸:۰۰+ و ناحیه مرکزی کشور اندونزی و در شرق با منطقه یوتی‌سی ۹:۰۰+ همسایگی دارد. به‌دلیل همجواری با خط استوا تیمور شرقی هیچگاه از ساعت تابستانی استفاده نمی‌کند. تفاوت کمی در طول روز و شب در طول سال وجود دارد. تیمور شرقی با ژاپن، پالائو، کره شمالی، کره جنوبی و شرق اندونزی منطقه زمانی مشترکی دارد.